# Вище благо (Доктор Хаус)
«Вище благо» (англ. The Greater Good)  — чотирнадцята серія п'ятого сезону американського телесеріалу «Доктор Хаус». Прем'єра епізоду проходила на каналі FOX 2 лютого 2009. Доктор Хаус і його нова команда мають врятувати жінку, яка зрозуміла, що робота успішного лікаря не зробить її щасливою.

## Сюжет
У колишньої дослідниці раку Дани, яка вирішила піти у кулінарію, виникає спонтанний пневмоторакс. Хаус наказує почати лікування стероїдами від астми і зробити КТ для підтвердження. Результат виявляється негативним, а команда дізнається, що вісім місяців тому пацієнтці видалили міому матки. Також на знімку Катнер помічає можливий фіброз легенів і Хаус наказує зробити біопсію. У Дани накопичується багато крові у черевній порожнині, але МРТ нічого не показує. Тринадцята вважає, що у жінки бластомікоз. Хаус наказує зробити біопсію печінки.
Аналіз негативний, а від свербіння Дана розчухала собі голову аж до черепа. Тауб проводить операцію, але свербіж у пацієнтки не зникає. Хаус вважає, що проблема у мозку і команда робить МРТ. Але і воно нічого не виявляє. Залишаються нервові причини, Хаус наказує зробити НМГ. Проте стан жінки погіршується, Тауб і Катнер вирішують пошукати злоякісну гемангіому. На МРТ команда помічає маленькі пухлини по всьому тілу, що вказує на мезоталіому з метастазами в хребет і м'язи. Вілсон робить біопсію пухлин і помічає, що у Дани починає йти кров з очей і рота, але при мезоталіомі такого не повинно бути. Згодом у пацієнтки зупиняється серце і починається загальна кровотеча. Команда робить переливання крові.
Хаус наказує провести емболізацію. Ця процедура повинна вбити пухлини, але вона також вб'є здорову тканину. Іншого виходу немає, тому команда починає вводити препарат у легені, які постраждали найбільше. Невдовзі Хаус розуміє, що у Дани місячні, які не повинні супроводжуватись загальною кровотечею. Все вказує на ендометріоз, який розвинувся після операції з видалення міоми, через яку клітини ендометрію поширилися по всьому організму. Команда починає лікування.

## Цікавинки
- Форман розуміє, що Тринадцята на плацебо і, ризикуючи своєю кар'єрою, дає їй справжні ліки. Невдовзі Ремі втрачає зір, а Форман помічає на МРТ пухлину мозку. Хаус радить йому провести опромінення і він погоджується. Ремі одужує.